# Factors de Yamanaka
Els factors de Yamanaka són quatre gens (anomenats Myc, Oct3/4, Sox2 i Klf4) que codifiquen quatre factors de transcripció que poden transformar cèl·lules terminalment diferenciades en cèl·lules mare pluripotents induïdes (també anomenades iPSC, de l'anglès induced pluripotent stem cells), en un procés anomenat reprogramació cel·lular. La tecnologia iPSC va ser iniciada a la universitat de Kyoto, per Shinya Yamanaka i Kazutoshi Takahashi, els quals van demostrar el 2006 que la introducció d’aquests quatre gens específics podia revertir el destí d’una cèl·lula somàtica. Shinya Yamanaka va ser guardonat amb el Premi Nobel de Fisiologia o Medicina juntament amb John Gurdon el 2012 «pel descobriment que cèl·lules madures poden ser reprogramades per a convertir-se en pluripotents».
Les cèl·lules mare pluripotents més conegudes són les cèl·lules mare embrionàries. La pluripotència és la capacitat d’una cèl·lula per a transformar-se en qualsevol tipus cel·lular del cos. La majoria de cèl·lules mare embrionàries perden aquesta capacitat durant el desenvolupament d’un organisme a causa de la diferenciació cel·lular, i només algunes poques cèl·lules es mantenen pluripotents en l’organisme adult.
Els laboratoris d’investigació biomèdica utilitzen les cèl·lules mare pluripotents (com les cèl·lules mare embrionàries) per a comprendre mecanismes patològics, realitzar cribratges d’efectivitat i seguretat de fàrmacs, i desenvolupar teràpies de trasplantament i altres formes de medicina regenerativa.
En generar cèl·lules mare pluripotents induïdes a partir de cèl·lules somàtiques d’un pacient amb una malaltia intractable i induint la seva diferenciació cap a cèl·lules del teixit patològic, es permet la recerca per a conèixer les causes de la malaltia. D’altra banda, les cèl·lules mare pluripotents induïdes també permeten testar l’eficàcia, els efectes adversos i la toxicitat de nous fàrmacs; i una vegada s'ha comprovat la seva seguretat, és possible investigar noves aplicacions en medicina regenerativa.
La medicina regenerativa és un tipus de teràpia que pretén restaurar les funcions fisiològiques perdudes en una malaltia. Les cèl·lules mare pluripotents són prometedores en aquest camp perquè són capaces de proliferar indefinidament i donar lloc a altres tipus cel·lulars de l’organisme, de manera que poden ser trasplantades en el pacient amb aquest objectiu.

## Context històric i descobriment
Durant dècades, molts científics han estudiat la possibilitat de tractar patologies humanes des de la perspectiva de la medicina regenerativa. En 1981, Martin Evans i altres membres del seu equip de la universitat de Cambridge, Regne Unit, van aconseguir crear la primera línia de cèl·lules mare embrionàries de ratolí.
En 1998, James Thomson va establir la primera línia de cèl·lules mare embrionàries humanes. Aquesta innovació, en proporcionar la primera font fisiològica de cèl·lules humanes pluripotents, va augmentar l’interès en les aplicacions potencials de la medicina regenerativa. Tot i això, les cèl·lules mare embrionàries humanes presenten dificultats, ja que la seva obtenció comporta la manipulació d’embrions humans en etapes primerenques resultants de procediments de fertilització in vitro. Així mateix, en molts casos, les teràpies basades en cèl·lules mare embrionàries humanes requereixen l’ús de cèl·lules generades a partir de cèl·lules mare d’una altra persona, fet que incrementa el risc de rebuig per part del sistema immunitari de la persona receptora.
Per a eludir aquestes limitacions, nombrosos laboratoris en tot el món estaven explorant fonts alternatives de cèl·lules pluripotents. Va ser llavors quan, el 2006, el grup del professor Shinya Yamanaka va donar a conèixer les cèl·lules iPSCs de ratolí, seguides poc després per les cèl·lules iPSCs humanes el 2007. Com les iPSCs poden obtenir-se directament de teixits adults, no només eviten la necessitat d’embrions, sinó que també poden ser específiques per a un pacient o malaltia.

### Producció de iPSCs

#### Cèl·lules mare pluripotents induïdes de ratolí
En el seu treball publicat el 2006, Yamanaka i Takahashi van analitzar 24 factors de transcripció expressats en cèl·lules mare embrionàries i importants per a la seva funció, l’expressió dels quals podia transformar de manera eficient cèl·lules diferenciades (com fibroblasts adults) en cèl·lules en estat similar a l’embrionari. Van descobrir que la combinació de només quatre factors de transcripció era suficient per a retornar un fibroblast adult a un estat de cèl·lula mare embrionària.
Yamanaka i el seu equip van introduir plasmidis que contenien els gens dels 24 factors de reprogramació en cèl·lules fibroblàstiques adultes que estaven creixent en cultius mitjançant vectors virals (retrovirus). Després de la transfecció, van emergir colònies cel·lulars semblants a les cèl·lules mare embrionàries. Per a identificar els gens claus per a la reprogramació, els investigadors van retirar un factor del conjunt de 24 factors i van repetir el procés per a cadascun. Al final d’aquest procés, van identificar quatre factors, Myc, Oct3/4, Sox2 i Klf4, que, en combinació, eren suficients per a generar iPSCs.
L’any següent, tres grups de recerca independents, incloent-hi el grup de Yamanaka, una col·laboració entre les universitats de Harvard i de Califòrnia, i un grup al MIT, van publicar els estudis que havien desenvolupat per a incrementar l’eficiència del mètode de reprogramació del qual Yamanaka havia sigut pioner. A partir d’aquestes millores, es van aconseguir colònies cel·lulars funcionalment idèntiques a les cèl·lules mare embrionàries.

#### Cèl·lules mare pluripotents induïdes humanes
El 2007, dos laboratoris independents van publicar els seus resultats en la reprogramació de cèl·lules humanes en iPSCs: el grup de Yamanaka a la universitat de Kyoto, i el grup de James Thomson a la universitat de Wisconsin-Madison. L’equip de Yamanaka va utilitzar el mateix principi de reprogramació que havia utilitzat en les cèl·lules de ratolí, basat en els quatre gens originals i en un sistema retroviral. Per contra, l’equip de Thomson va utilitzar un sistema lentiviral i un conjunt diferent de gens, Lin28, Oct4, Sox2 i Nanog.
Les cèl·lules iPS humanes que va establir l’equip de Yamanaka eren molt semblants a les cèl·lules mare embrionàries humanes a diferents nivells, incloent-hi la morfologia, la proliferació, dependències metabòliques, expressió de marcadors de superfície, i activitats promotores i telomerasa.
La combinació original de gens que va emprar el grup de Yamanaka és la més convencional per a la producció de iPSCs. Tot i així, altres combinacions de gens han estat testades per part de múltiples laboratoris de tot el món amb l’objectiu d’augmentar l’eficiència de la generació de iPSCs a partir de fibroblasts adults i de cèl·lules adultes problemàtiques (com les cèl·lules musculars llises vasculars, fibroblasts neonatals o cèl·lules sanguínies). Fins i tot, altres grups han utilitzat altres vectors virals com adenovirus, substituït gens per altres molècules (com miRNAs), i utilitzat proteïnes recombinants.
Després del primer avanç, el Centre d’Investigació i Aplicació de Cèl·lules iPS (també anomenat CiRA segons les sigles angleses) ha aconseguit establir un mètode de regeneració més segur en substituir el gen c-Myc pel gen L-Myc, per exemple, ja que el primer estava relacionat amb l’augment del risc de carcinogènesi.

## Funcions dels factors de Yamanaka

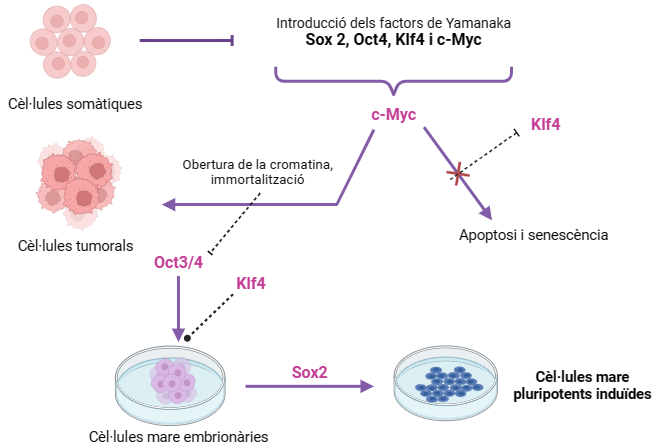
Funció dels factors OSKM en la formació de cèl·lules mare pluripotents induïdes.

Durant les fases inicials de la reprogramació, Myc obre la cromatina unint-se a una regió metilada i facilita la interacció i adherència de Sox2, Oct3/4 i Klf4. Posteriorment, Oct4 i Sox2 estimulen l’expressió de gens mesendodèrmics i neuroectodèrmics durant les primeres etapes. Els dos factors interactuen amb els potenciadors i promotors de gens directament implicats en la identitat de la cèl·lula somàtica i d'altres gens de reprogramació. Mentre que Klf4 pot  desencadenar l’expressió de gens epidèrmics segons el context. Els components OSKM s'uneixen entre si per crear un bucle interconnectat autoregulador que activa el seu promotor, potenciadors i promotors d'altres gens implicats en el desenvolupament.

### Sox2
Membre de la família de factors de transcripció SoxB1, important regulador transcripcional en les cèl·lules mare pluripotents. Té un paper molt important en la reprogramació de les cèl·lules somàtiques, invertint la configuració epigenètica de les cèl·lules diferenciades a un estat embrionari pluripotent. També és un factor crític per dirigir la diferenciació cap a cèl·lules progenitores neurals i per mantenir les propietats de les cèl·lules mare progenitores neurals.

L’esgotament o deficiència de Sox2 per desactivació genètica o interferència d’ARN compromet considerablement l’estat pluripotent de les cèl·lules mare embrionàries. Estudis també demostren que l’expressió forçada de Oct4 en ratolins sense Sox2 pot mantenir l'estat pluripotent, per tant, el nivell de Sox2 ha de mantenir-se en un equilibri dinàmic amb altres factors sinèrgics per mantenir la pluripotència. S'ha identificat que hi ha vàries regions reguladores, altament conservades, en el locus de Sox2 que controlen la seva expressió. El complex binari regulador que formen Oct4 i Sox2, s'uneix a la regió reguladora 2 de Sox2 i activa la seva transcripció, és a dir que està l'autoregula positivament.

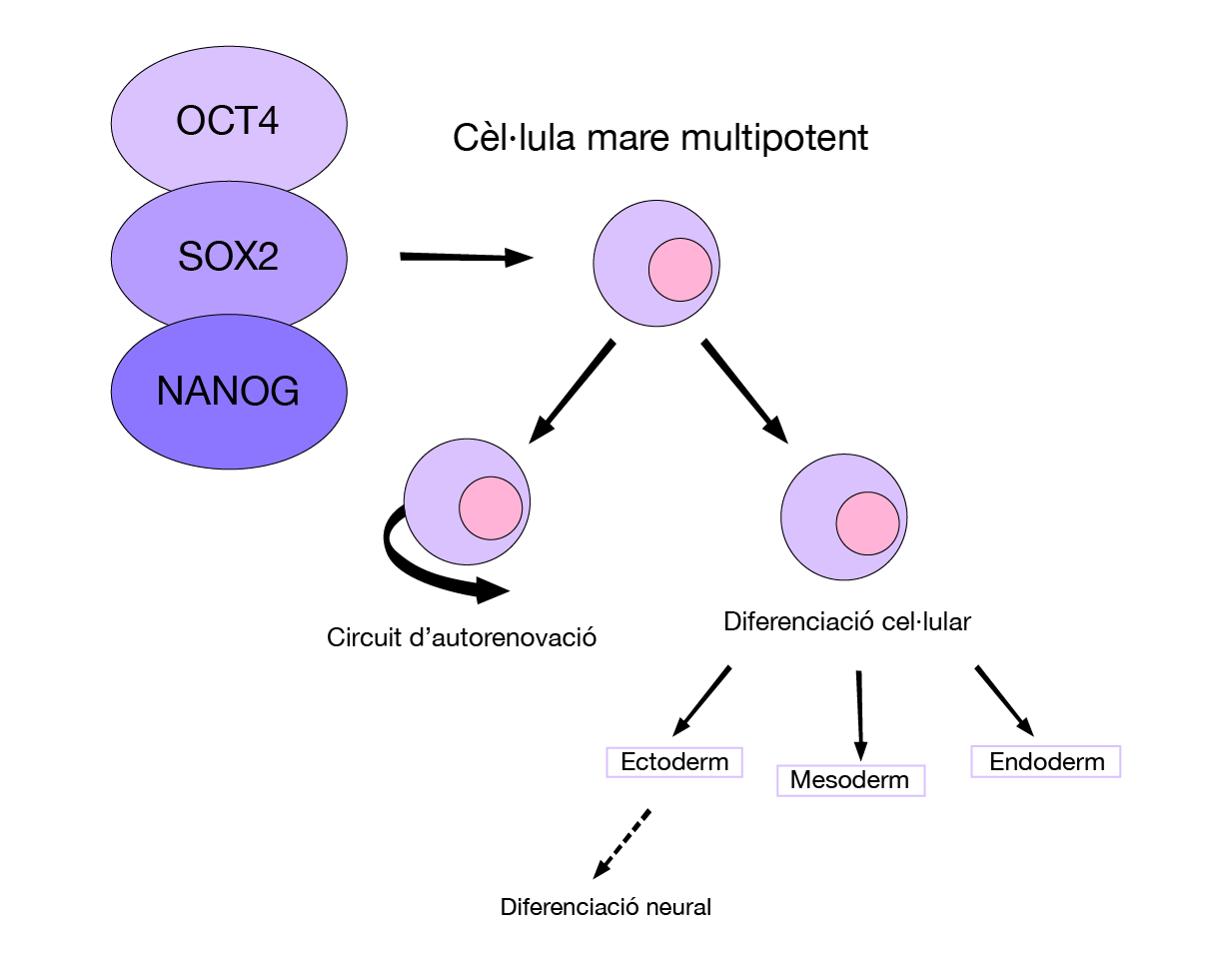
La regulació estricta dels gens de pluripotència Sox2, Oct4 i NanoG controla l'equilibri entre l'autorenovació i la diferenciació.

Per això es creu que la interacció cooperativa entre Sox2 i el domini POU de Oct4 és crítica en la regulació de la pluripotència. Funciona amb alguns factors addicionals per transformar les cèl·lules diferenciades en iPSC. És necessari per al desenvolupament embrionari de teixits i òrgans.  També és crucial per regular la proliferació cel·lular, la selecció de llinatges i la diferenciació. En estudis on es tractava la seva sobreexpressió indiquen que les cèl·lules somàtiques adultes pateixen neoplàsia o reprogramació inadequada.
Interacciona amb Oct4 per regular l'expressió de gens com Nanog o Fgf4 entre d'altres, que participen en el manteniment de cèl·lules pluripotents. En estudis es mostra que l’activació de Sox2 endogen es dona en etapes primerenques i provoca l’inici d’una cascada de canvis transcripcionals que condueixen a la formació de les iPSC, tot i que també s'expressa en les fases tardanes del desenvolupament embrionari.

### Oct4
Es va identificar per primer cop en ratolins com un factor de transcripció específic de les cèl·lules mare embrionàries i de la línia germinal. La proteïna comprèn de tres dominis: un domini POU (Pit-Oct-Unc) central que permet la unió amb l'ADN, un domini N-terminal de transactivació i un tercer domini al C-terminal que és de transactivació específic del tipus cel·lular.
Funcionalment, és essencial pel desenvolupament embrionari temprà, si hi ha dèficit s'atura el desenvolupament de la massa cel·lular interna del blastòcit i provoca alta mortalitat embrionària per falta de cèl·lules pluripotents. D’altra banda, una sobreexpressió provoca la inducció de la diferenciació cel·lular. Per tant, es considera un regulador mestre per la iniciació i el manteniment de les cèl·lules pluripotents.
S'ha vist que en un estat d’indiferenciació el locus d’Oct4 es troba hipometilat i empaquetat amb nucleosomes que contenen la histona H3 dimetilada o trimetilada. En canvi, quan s'indueix la diferenciació el locus pateix una sèrie de modificacions epigenètiques que condueixen a la seva repressió. L’estabilitat i activitat de les proteïnes Oct4 estan subjectes a modificacions posttraduccionals, i està modulat per múltiples factors i mecanismes.
Oct4 funciona principalment activant gens responsables de la pluripotència i l'autorenovació al mateix temps que inhibeix gens associats amb la diferenciació. Aquest factor s'acobla formant grups en ubicacions genòmiques específiques amb conjunts superposats, per tant, l’activitat de Oct3/4 es pot veure modificada per diferents factors associats.
En conjunt, Oct4 interactua amb altres factors per formar bucles autoreguladors i de regulació creuada, per mantenir un estat pluripotent. A la vegada que pot reclutar complexos repressius transcripcionals per prevenir la diferenciació de les cèl·lules pluripotents.

### c-Myc
Els factors de transcripció MYC tenen diferents funcions com la proliferació, el creixement, l’autorenovació, la diferenciació i l'apoptosi. Una de les seves funcions clau és la repressió transcripcional del regulador mestre de l'endoderma (GATA6). Aquest factor també indueix una sèrie de miARN que inhibeixen la diferenciació, mantenen el cicle de divisió ràpid augmentant l’activitat dels complexes ciclina-Cdk i limiten l’activitat dels supressors de tumors.
Està format per múltiples dominis i s'heterodimeritza amb MAX, que és un cofactor que ajuda a la seva activació i a la repressió transcripcional. Aquest factor indueix canvis epigenètics que poden causar desdiferenciació o directament bloqueig de la diferenciació cel·lular.
Actua en els llocs d’inici de transcripció a través del reclutament de factors que alliberen complexos d’ARN polimerasa II que estaven aturats. A la vegada, que interactua amb una alta gamma de factors epigenètics modificadors, per promoure que la cromatina estigui oberta i dinàmica, és a dir, accessible per a la maquinària de transcripció.
Per tant, dels quatre factors individuals de Yamanaka, és el que té un efecte més potent a l’hora d'establir un perfil d’expressió gènica similar a les cèl·lules pluripotents, actua en les primeres etapes del procés de reprogramació. Funciona com un potenciador de la unió de OSK (funcionen com a factors pioners) a la cromatina inaccessible en les primeres etapes. Després MYC s'uneix a caixes potenciadores properes i millora la reprogramació. Promou la formació d’eucromatina, que fa que els promotors siguin accessibles pels diferents factors que s'uniran i activaran la transcripció.

### Klf4
Factor de transcripció expressat en una àmplia gamma de teixits, la seva funció principal és de regular processos fonamentals com la proliferació, diferenciació cel·lular, la reprogramació de les cèl·lules mare, preservació de l’estabilitat genòmica i manteniment d’una homeòstasi tissular adequada. Es considera essencial per a la reprogramació, ja que promou l’expressió de gens epitelials com Cdh1 (E-cadherina).
Pertany a la família de factors SP/KLF que es caracteritza per tres dominis de zinc dins de les seqüències de carboxils terminals. A l'extrem N-terminal tenen un domini de transactivació (TAD) i adjacent a aquest conté un domini de repressió. En conjunt determinen l’especificitat de l’activitat reguladora transcripcional de Klf4 al interactuar amb altres factors i modula l'eficiència d’unió a l'ADN.
Té una doble funció durant la inducció de la pluripotència, primer actua reprimint els marcadors de diferenciació i després facilita l’expressió de gens pluripotents en una etapa posterior. Segons el context el factor pot tenir diferents funcions.

## Aplicacions dels factors de Yamanaka en medicina i biotecnologia
Des del descobriment dels Factors de Yamanaka, s'ha estudiat l’aplicació d’aquests en diferents àmbits de la medicina, dels quals, els principals són els següents:

### Aplicacions dels Factors de Yamanaka en malalties neurodegeneratives
Diferents estudis mostren que utilitzar els factors de transcripció de Yamanaka  per tal d’induir cèl·lules mare pluripotencials i que aquestes diferenciïn en neurones disminueix les deficiències motores clàssiques de la malaltia de Parkinson. Aquests factors també es consideren prometedors pel que fa al tractament d'altres  malalties neurodegeneratives com l’atròfia olivopontocerebral. Destacar però, que aquests estudis també mostren alguns efectes secundaris greus, com l’aparició d’algunes colònies celul·lulars i el creixement de teratomes en ratolins amb una immunodeficiència combinada greu.

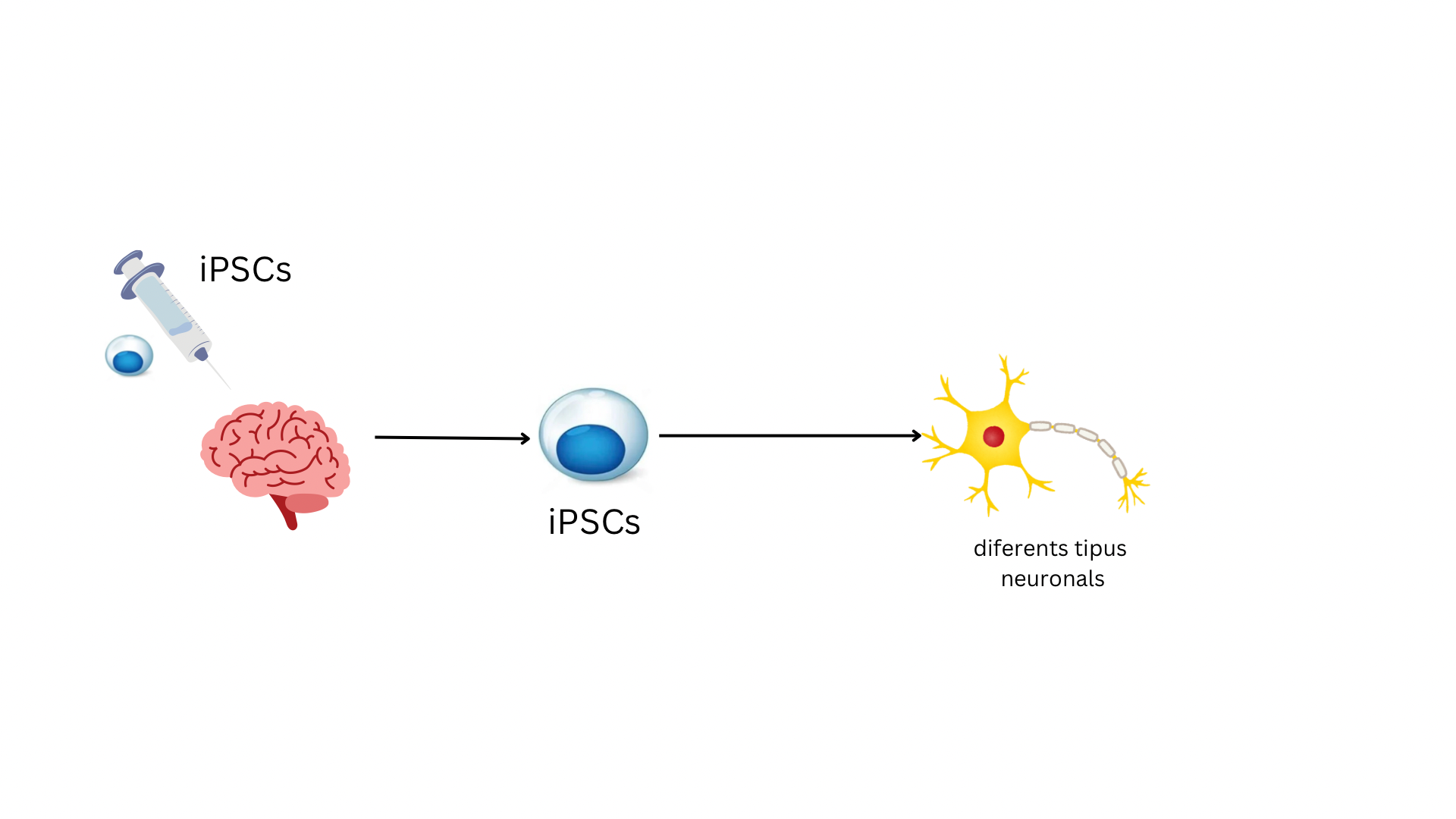
iPSCs i tractament de malalties neurodegeneratives

Estudis realitzats in vivo, demostren que el trasplantament de iPSCs al cervell de ratolins, podria funcionar com a tractament de determinades patologies  neurodegeneratives, ja que s'ha vist que aquestes iPSCs transplantades  poden migrar a diferents regions del cervell i diferenciar-se en diferents tipus neuronals (dopaminèrgiques, GABAenèrgiques, glia i glutaminèrgiques) Tot i això, aquest estudis també mostren una discinesia evident en els ratolins transplantats i la longetivitat de les noves cèl·lules neuronals està  encara en estudi.
Altres estudis en els que s'utilitzen iPSCs mostren una millora en la preservació de les neurones de l’espina dorsal i un augment en l’expressió del factor de creixement neuronal. Per una altra banda, també s'ha vist que les iPSCs milloren la plasticitat neuronal i l’atròia de la memòria en pacients amb demència fronto-temporal i amb la malaltia d’Alzheimer, a més de millorar la supervivència.

### Aplicació dels Factors de Yamanaka en càncer
Les tecnologies basades en la regeneració i la reprogramació cel·lular permeten que les cèl·lules mare del càncer es reprogramin en cèl·lules mare pluripotents mitjançant els factors de Yamanaka. Tanmateix, això pot ser controvertit, ja que els factors c-Myc i Klf4 augmenten el risc de tumorigènesi i en mútiples càncers, alguns d’aquests factors de transcripció es mostren sobreexpressats. Per exemple, en el càncer d’ovari, fetge i mama es veu una expressió elevada d'Oct4, i en el de pàncrees i gàstric, se’n veu de Sox2.
Els factors de Yamanaka participen en alguns processos tumorogènics quan interaccionen amb determinades molècules. Per exemple, s'ha vist que la proteïna d’unió a l’ADN de l’helicasa (CHD4), suprimeix l'expressió de Sox2 i regula les cèl·lules mare del cèncer. CHD4 forma part del complex de remodelació de nucleosomes i desacetilasa que afecta la pluripotència i la diferenciació de les cèl·lules mare embrionàries. L'expressió CHD4 s'associa amb el desenvolupament de diferents càncers, entre ells, el de mama. Una expressió elevada de CHD4 s'associa amb un pitjor pronòstic de supervivència, una mida més gran del tumor i resistència als fàrmacs utilitzats en quimioteràpia.

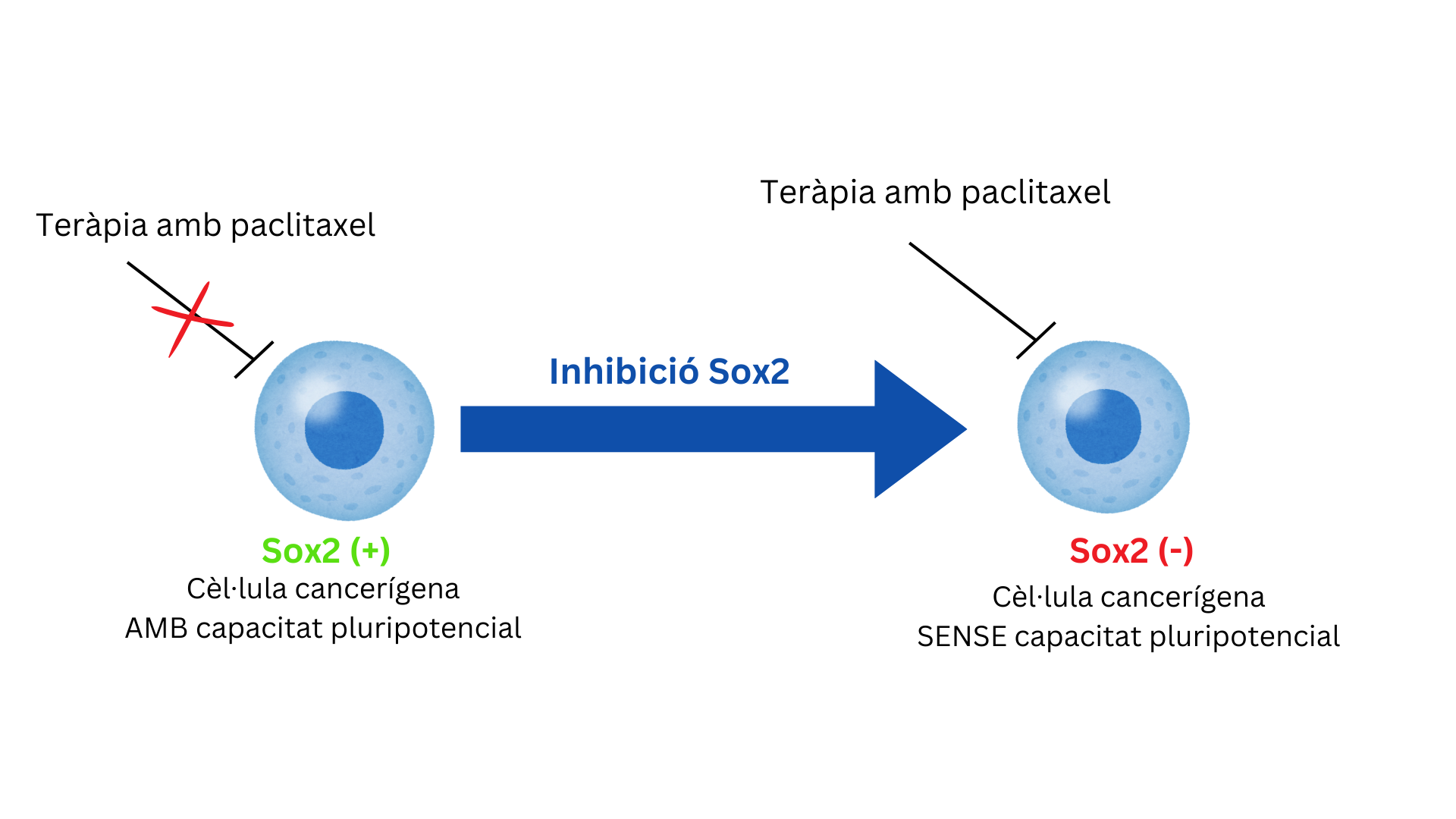
Esquema del paper del factor Sox2 en la capacitat pluripotencial de les cèl·lules tumorals

Aquesta estreta relació dels factors amb el càncer, però, pot jugar al nostre favor.  Un estudi va mostrar una correlació entre Sox2 i el càncer de pulmó de cèl·lules escamoses. Es va veure que aquest factor preserva la capacitat pluripotenciales de les cèl·lules canceroses, generant resistència a la terèpia anticancerosa amb paclitaxel. De manera que, per una banda, l’anàlisi dels nivells d’expressió d’aquest factor pot ser útil per a diagnosticar la malaltia. I per una altra banda, mitjançant la inhibició d’aquest factor concret, s'aconsegueix un augment en la sensibilitat del fàrmac a les cèl·lules afectades, proporcionant una nova opció terapèutica per a aquest tipus de càncer de pulmó.
Així mateix, també s'ha vist que aquesta tecnologia  pot ajudar a reduir la malignitat de certs tumors com els sarcomes. En experiments amb ratolins, l'ús aquests factors de transcripció va reduir el creixement tumoral i va permetre la diferenciació dels sarcomes reprogramats en teixit conjuntiu madur i eritròcits, suggerint que l’ús d’aquests factors de transcripció permet disminuir l’agressivitat del tumor i canviar la morfologia cel·lular.

### Aplicació dels Factors de Yamanaka en el rejoveniment
S'han realitzat multitud d’estudis per tal d’implementar els Factors de Yamanaka com a mètode per a rejovenir les cèl·lules i teixits. Els dos mecanismes principals que s'utilitzen per a fer-ho són, per una banda, reprogramar el desenvolupament cel·lular mitjançant els factors de Yamanaka o per transferència nuclear de cèl·lules somàtiques. I per l’altra banda, reprogramar l’edat cel·lular evitant el cicle de  des/rediferenciació, silenciant els marcadors relacionats amb l’edat.
Fa anys que s'està  treballant per tal d’induir la regressió cel·lular sense generar  cèl·lules mare per evitar el risc de càncer, donant lloc a una reprogramació cel·lular parcial i un rejoveniment epigenètic. Al 2010, es va aconseguir portar-ho a lloc en fibroblasts de ratolins, per tal de disminuir canvis relacionats amb l’edat cel·lular, com danys en el DNA, estrès, factors d’envelliment cel·lular,etc.
Méss endavant es va veure que l'expressió a curt termini dels factors Yamanaka afavoreix les cèl·lules mare generadores en teixits in vivo. Per exemple, a les miofibres, afavoreix la regeneració muscular en ratolins joves, induint l'activació de cèl·lules mare musculars o cèl·lules satèl·lits , accelerant aixÃí el seu rejoveniment.
Al 2023, es va provar l’introducció d’aquests factors (Oct4, Sox2 i Klf4) en ratolins mitjançant un lentvirus, que va resultar en una disminució dels biomarcadors d’edat cel·lular i va mostrar un augment de la vida útil dels ratolins de fins un 109%. Tot i així, questa teràpia encara presenta certes limitacions, com la dificultat per a subministrar aquests factors de transcripció a causa de la seva gran mida, però s'està  treballant per a poder portar aquest model als humans.
Com veiem, els factors de Yamanaka s'han utilitzat en diversos estudis in vivo i in vitro, tant en cèl·lules de ratolí com humanes, produint resultats molt encoratjadors tant per al tractament de determinats càncers, com malalties neurodegeneratives i per al  rejoveniment cel·lular, tissular i de l'organisme.
Tot i així, l’ús d’aquests factors encara no es pot implementar en humans, ja que encara presenta diverses limitacions. En primer lloc, alguns d’aquests factors tenen potencial oncogènic, cosa que obre un debat important pel que fa a la seguretat de l’ús d’aquests factors. En segon lloc, ten determinats estudis s'ha observat que l’entorn també pot interferir en l’actuació dels factors, de manera positiva o negativa i encara es desconeix com controlar-ho. A més, en nombrosos d’aquests estudis, els models experimentals presentaven efectes secundaris, com per exemple en el cas de l’aplicació d’aquests factors per al tractament de malalties neurodegeneratives, on els ratolins mostraven quadres de discinèsia clars desprès del tractament.

De manera que encara que els factors de Yamanaka presenten un gran potencial com a futurs tractaments de diverses patologies, encara cal molta més recerca per tal d’augmentar la seva efectivitat i seguretat, abans d’implantar-los en humans.

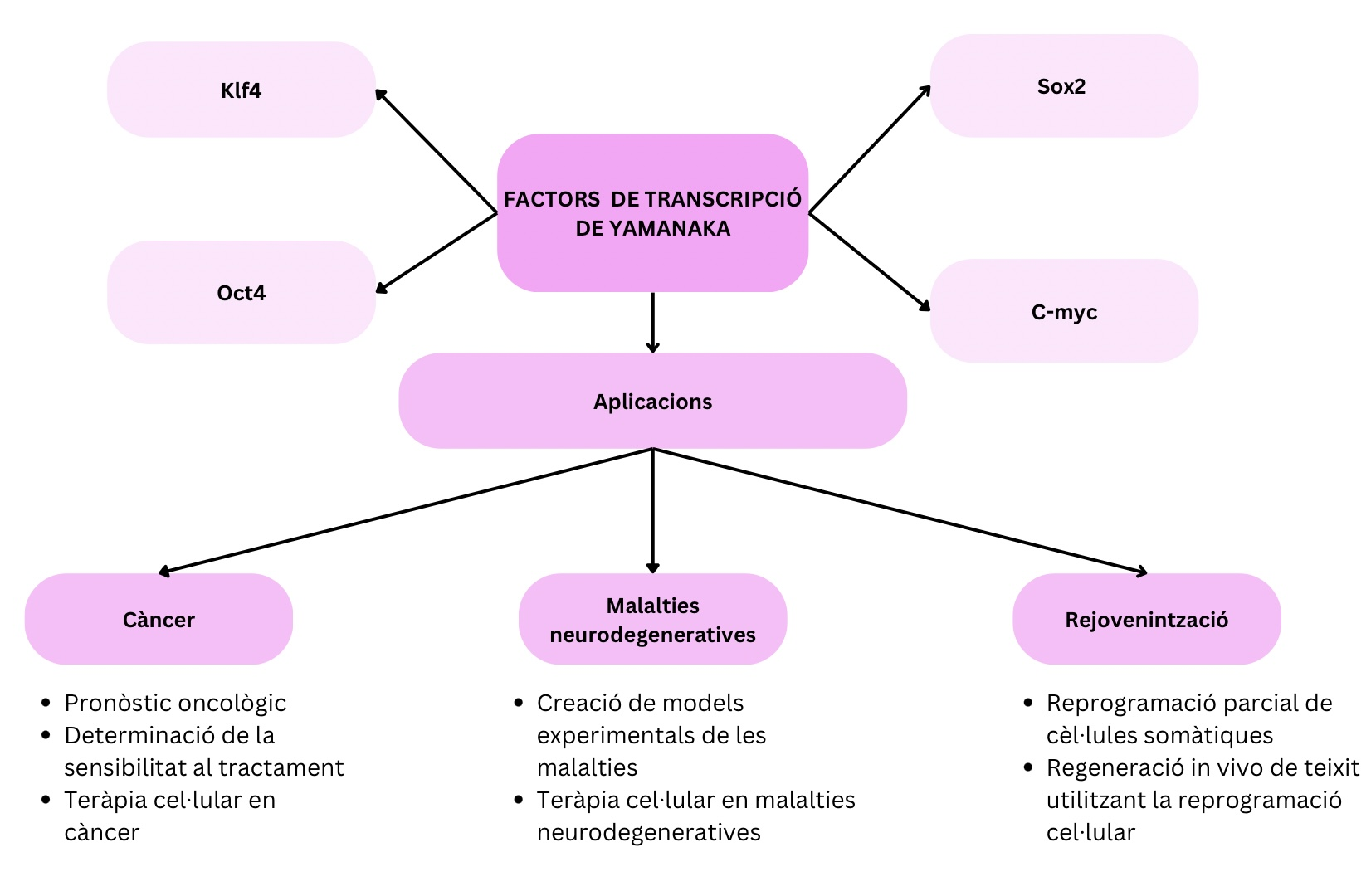
Taula resum de les aplicacions dels factors de transcripció de Yamanaka

## Avenços recents i futures direccions
Ja s'ha provat que els Factors de Yamanaka tenen moltes aplicacions i direccions terapèutiques, no obstant això, encara presenten limitacions que dificulten el seu ús. És per això que nombrosos estudis han tractat de focalitzar-se a trobar mètodes per a pal·liar els seus efectes adversos i així assegurar la seva introducció en el panorama terapèutic.

### Avenços en malalties neurodegeneratives
Les cèl·lules mare obtingudes a partir de la inducció dels Factors de Yamanaka presenten un enfocament nou pel tractament de malalties del SNC per la seva capacitat per a diferenciar-se en neurones.

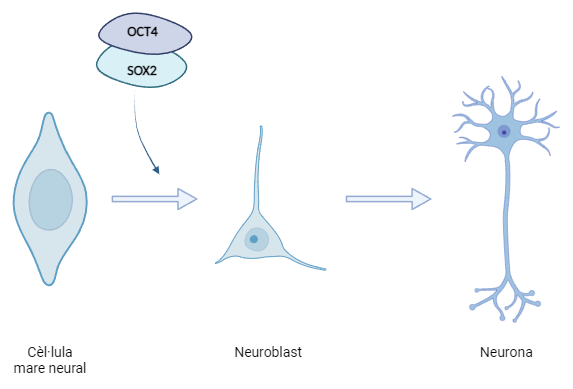
Inducció de pluripotència en cèl·lules neurals mitjançant Oct4 i Sox2

Una de les limitacions d'aquesta tècnica és la preocupació sobre les implicacions ètiques i el risc de rebuig associat amb els teixits fetals humans. No obstant això, aquesta s'ha abordat mitjançant el desenvolupament de iPSC derivades de les pròpies cèl·lules somàtiques del pacient, eliminant així la possibilitat d'una reacció immunològica.
D'altra banda, es continuen considerant preocupacions sobre la formació de teratoma degut a les iPSC. L'ús de Factors de Yamanaka per a la reprogramació in vivo redueix el risc de teratoma.
Respecte als efectes adversos dels factors, malgrat que se sap que c-Myc i Klf4 són factors oncogènics i poden promoure el desenvolupament de tumors, en els casos en què només Sox2 i Oct4 s'utilitzen per a la reprogramació, no es va informar formació de tumors durant períodes de seguiment prolongats. Això suggereix que la reprogramació in vivo usant Sox2 i Oct4 es considera un enfocament més segur.
Els processos que involucren a Sox2 i Oct4 faciliten potencialment la proliferació i diferenciació de cèl·lules progenitores neurals dins del SNC en neurones. Aquest enfocament, que implica l'expansió i diferenciació de les cèl·lules progenitores neurals en lloc de convertir-les directament cèl·lules glials en neurones, podria resultar en un procés més lent però més sostingut en el temps. Amb aquest enfocament es va demostrar que els neuroblastos adults induïts eren detectables d'1 a 3 setmanes, aconseguint el seu punt màxim a les 7 setmanes i persistint fins a 14 setmanes després d'usar Sox2.
A més, un estudi va detectar neurones obtingudes per maduració induïda per Sox2 a partir d'astròcits que encara eren observables 210 dies després de la injecció quan els ratolins van ser tractats amb VPA.
Finalment, actualment s'està estudiant com responen diferents zones del cervell a la reprogramació cel·lular. Se sap que la reprogramació funciona bé en la zona subventricular però és menys efectiva en la circumvolució dentada. Alguns estudis de l'escorça van mostrar reprogramació, però requeria prèvia lesions.
La recerca futura hauria d'explorar els mecanismes de reprogramació, anar més enllà de la zona subventricular i trobar mètodes per a reprogramar en àrees no subventricular.

## Consideracions ètiques i regulatòries
Les cèl·lules mare pluripotents induïdes (iPSC) es consideren moralment superiors que les cèl·lules mare embrionàries humanes (hESC), ja que la seva generació no implica la destrucció d’embrions. Com les cèl·lules derivades d’iPSC es generen a partir de cèl·lules somàtiques obtingudes prèviament d’un pacient, no existeix risc de rebuig immunològic després del seu transplant. Permeten la generació de gàmetes per tractar la infertilitat, tot i que, el seu ús augmenta les preocupacions ètiques relacionades amb la possible explotació d’embrions creats i el risc de modificar la reproducció natural.
El principal problema de seguretat en la teràpia basada en cèl·lules mare pluripotents induïdes és el risc de proliferació i diferenciació incontrolada de les cèl·lules transplantades que poden donar com a resultat la generació de tumors o una diferenciació no desitjada. Les iPSC es caracteritzen per una inestabilitat genòmica, per tant existeix la possibilitat que es doni una transformació en cèl·lules tumorals o mutagènesi insercional induïda per la reprogramació.
Amb l’objectiu de realitzar una transició de la teràpia basada en iPSC del laboratori a la clínica, la investigació s'està centrant en identificar noves estratègies moleculars que puguin augmentar l’eficiència de la reprogramació cel·lular sense causar anomalies genètiques i epigenètiques. Els protocols per la diferenciació de les iPSC s'han d’optimitzar per tal de garantir la puresa de les poblacions abans del seu ús clínic.